# Remains (Annihilator)
Remains è il sesto album in studio della thrash metal band canadese Annihilator, pubblicato nel 1997 dalla Music For Nations. L'album è solitamente considerato sia dai critici che dai fan il peggior album della band, poiché Jeff Waters ha voluto inserire influenze Industrial nel sound della band, esperimento mal riuscito.

## Tracce
1. Murder – 4:27 (Waters)
2. Sexecution – 4:35 (Waters)
3. No Love – 4:46 (Bates, Waters)
4. Never – 5:15 (Leakey, Waters)
5. Human Remains – 2:20 (Bates, Waters)
6. Dead Wrong – 5:13 (Waters)
7. Wind – 4:21 (Waters)
8. Tricks and Traps – 4:59 (Leakey, Waters)
9. I Want – 4:26 (Waters)
10. Reaction – 3:28 (Waters)
11. Bastiage – 4:39 (Waters)

Durata totale: 48:29

## Edizione speciale
L'album fu pubblicato anche in edizione speciale con l'aggiunta di due tracce bonus e successivamente rimasterizzato nel 2002 dalla SPV GmbH.
1. Murder – 4:27 (Waters)
2. Sexecution – 4:35 (Waters)
3. No Love – 4:46 (Bates, Waters)
4. Never – 5:15 (Leakey, Waters)
5. Human Remains – 2:20 (Bates, Waters)
6. Dead Wrong – 5:13 (Waters)
7. Wind – 4:21 (Waters)
8. Tricks and Traps – 4:59 (Leakey, Waters)
9. I Want – 4:26 (Waters)
10. Reaction – 3:28 (Waters)
11. Bastiage – 4:39 (Waters)
12. It's You – 5:32 (Waters)
13. Words from Jeff Waters – 8:32 (Waters)

Durata totale: 62:33

## Formazione
- Jeff Waters - chitarra, basso, voce e batteria
- John Bates - alcune parti di chitarra in "No Love"
- Dave Steele - alcune parti cantate in "No Love" e "Wind"